# Slidgigt
Slidgigt eller artrose er den mest udbredte af de reumatiske lidelser. Der er ikke tale om en systemisk bindevævssygdom, selv om ledsymptomerne minder om leddegigt. Primær artrose (uden en speciel årsag) adskilles fra sekundær artrose (efter tidligere skade på leddet). Slidgigt mellem hvirvler i nakke og ryg kaldes ofte spondylose. Hyppigst rammes dog tommelfingeren, storetåen, hofter og knæer.
De fleste har en mild til moderat grad af slidgigt, og kun omkring ti pct behøver en ledprotese. Da protesen normalt ikke holder i mere end omkring 20 år, er man tilbageholden med at operere yngre patienter. Ved svær artrose er bruskfladerne nedslidte, så knoglen er blottet. Smerterne kan da være meget voldsomme.

## Årsag
Brusken i leddene ligger som en glat, elastisk skive over enden af knoglerne. Ledbrusk har ingen nerver eller blodforsyning, og ringe evne til at reparere en påført skade. Omkring leddet ligger en ledkapsel, med en indvendig klædning af ledhinde. Slidgigt begynder hyppigt i en af disse strukturer; typisk ved en skade i brusken. Bruskcellernes og ledhinder reagerer så med betændelse, hvorved ledhinden afgiver mere ledvæske. De betændelsesstoffer, cellerne udskiller, begynder nedbrydningen af ledbrusken. Efterhånden berøres alle leddets dele af sygdommen. Patienten oplever smerter og stivhed i det angrebne led. Kvinder rammes noget oftere af sygdommen end mænd.

## Behandlingsmetoder
Der kendes i 2019 ingen sikker behandling for at standse eller reversere slidgigt. Injektion af en vis type stamceller isoleret fra knoglemarv eller fedtvæv sprøjtet ind i det angrebne knæ, medfører nedsat smerter og mindre stivhed de næste 1-2 år. Bruskskaden heles imidlertid ikke; og behandlingen er uhyre kostbar. Injektion af betændelsesdæmpende stoffer som hyaluronsyre tilbydes også; men heller ikke de påvirker selve sygdomsprocessen. Man sætter sit håb til to nye former for behandling:
- Hos patienter med en lokaliseret skade i ellers normal brusk, kan der nu dannes bruskskiver fra patientens egne celler. Man håber, at kunne undgå udvikling af slidgigt ved at fylde bruskskaden med sådanne skiver.
- Der er identificeret en stump gen, et mikroRNA, som ud til at modvirke de processer, der igangsætter en udvikling af slidgigt. Man håber, at en indsprøjtning med denne genstump i angrebne led i tidlig fase vil kunne standse (og måske endda reversere) ødelæggelsen.[4]

Guldimplantation er oprindelig blevet forsøgt på hunde og heste. Fra 1996 har læge Hans Kryger Kjerkegaard  behandlet med guldimplantater også på mennesker. Der er tale om små specialbehandlede guldstykker på 1 x 1 x 2 mm lagt ind i akupunkturpunkterne i ryggen eller de angrebne led. Et pilotprojekt hvor 30 patienter fik indsat guld i knæet har foreløbigt demonstreret at metoden kan lindre smerterne hos patienter med artrose, primært pga. guldets evne til at dæmpe inflammationen i leddet.
Glucosamin (evt. med chondroitin) er undersøgt i mange studier, men sammenfattende mener man at effekten er ringe.